# Pilotrichella curvifrons
Pilotrichella curvifrons är en bladmossart som beskrevs av Kindberg 1891. Pilotrichella curvifrons ingår i släktet Pilotrichella och familjen Meteoriaceae. Inga underarter finns listade i Catalogue of Life.